# Chnaurococcus villosa
Chnaurococcus villosa är en insektsart som först beskrevs av Edward MacFarlane Ehrhorn 1899.
Chnaurococcus villosa ingår i släktet Chnaurococcus och familjen ullsköldlöss. Inga underarter finns listade i Catalogue of Life.